# Korporationsverband

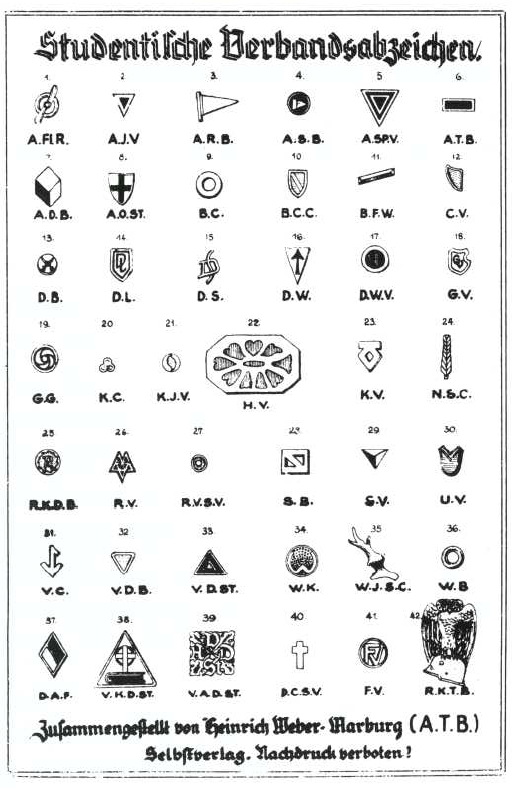
Insignias de las Korporationsverbände (1920)

Las llamadas Korporationsverbänd es la organización de la mayoría de las asociaciones de estudiantes alemanas. Cada una tiene sus propios estatutos.